# Звезда (конструкторское бюро)
ОКБ «Звезда» — российское проектно-конструкторское бюро головного предприятия корпорации «Тактическое ракетное вооружение».
Опытно-конструкторское бюро завода № 455 — Калининградского машиностроительного завода «Стрела» (141080,Московская область, Костино), было создано 26 июля 1966 года приказом директора завода № 455 на базе КБ завода, в соответствии с приказом министра авиационной промышленности СССР от 12 марта 1966 года.
Основной целью создания ОКБ было решение задачи разработки первых советских управляемых ракет класса «воздух-земля».
Позднее ОКБ № 455 было переименовано в ОКБ «Звезда».
ОКБ «Звезда» позднее было преобразовано ФГУП ГНПЦ «Звезда-Стрела», а в 2002 году — в ОАО «Корпорация Тактическое ракетное вооружение».